# Senèdes
Senèdes es una comuna suiza del cantón de Friburgo, situada en el distrito de Sarine. Limita al norte con la comuna de Ependes, al noreste con Ferpicloz, al sureste con Le Mouret, al sur con Treyvaux, y al oeste con Arconciel.